# Јозеф Велценбахер
Јозеф Велценбахер бивши је немачки бициклиста који је учествовао на првим Олимпијским играма 1896. у Атини.
Велценбахер је учествовао у две најтеже и најдуже дисциплине 100 км и трци 12 сати.
У обе дисциплине није завршио трку и веома рано је одустао.